# Morella spathulata
Morella spathulata är en porsväxtart som först beskrevs av Charles-François Brisseau de Mirbel, och fick sitt nu gällande namn av B. Verdcourt och R.M. Polhill. Morella spathulata ingår i släktet Morella och familjen porsväxter. Inga underarter finns listade i Catalogue of Life.